# メチルコバラミン

テトラヒドロ葉酸(THF)による代謝とビタミンB_{12}によるTHFの再生産 Folsäure=葉酸 DHF=ジヒドロ葉酸 THF=テトラヒドロ葉酸 Vit.B_{12}=ビタミンB_{12} Methyl-Vit.B_{12}=メチルコバラミン Methionin=メチオニン Methionin Syntase=5-メチルテトラヒドロ葉酸-ホモシステインメチルトランスフェラーゼ Homocystein=ホモシステイン N^{5}-Methyl-THF=5-メチルテトラヒドロ葉酸 N^{5},N^{10}-Methylene-THF=5,10-メチレンテトラヒドロ葉酸 N^{10}-Formyl-THF=10-ホルミルテトラヒドロ葉酸 dUMP=デオキシウリジン一リン酸 NADPH DNA

メチルコバラミン(methylcobalamin)、メコバラミン(mecobalamin)は、コバラミン(ビタミンB12)の一種であり、末梢神経障害、糖尿病性神経障害、悪性貧血の治療・筋萎縮性側索硬化症の初期治療に用いられている。

## 概要
メチルコバラミンは、ビタミンB12の一つの形態であり、シアノコバラミンとはシアニドがメチル基に置換されているのが相違点である。日本では「メチコバール」という製品名でエーザイから内服薬、注射薬が販売され末梢性神経障害、ビタミンB12欠乏による巨赤芽球性貧血などの治療、「ロゼバラミン」の商品名で同じくエーザイから高容量注射製剤が発売され、筋萎縮性側索硬化症の治療に使われる。
このビタミンは、体内でビタミンB12依存酵素により利用される2つの補酵素のうちの1つであり、特にメチオニン合成酵素として知られる5-メチルテトラヒドロ葉酸ホモシステインメチル基転移酵素(MTR)により利用されている。分子中にコバルトを含有し、数少ない重金属含有生体分子として知られる。

## 効能・効果
日本での保健適応の効能・効果は以下。錠剤、注射剤、高容量注射製剤で保健適応が異なる。
- 末梢神経障害（錠剤、注射剤）[4]
- ビタミンB12欠乏による巨赤芽球性貧血（注射剤）[2]
- 筋萎縮性側索硬化症（高容量注射製剤、商品名：ロゼバラミン筋注用25mg）[5]　2024年11月20日薬価収載[6]。

ロゼバラミン
企業治験で行った臨床第Ⅱ／Ⅲ相試験（761試験）は主要評価項目を達成できなかったが、サブ解析で発病1年以内の症例では中央値で600日以上の延命効果が認められた。そのため、治験対象者を発病1年以内の患者に限定した医師主導第Ⅲ相試験（763試験）を行い、プラセボと比較して有意に生存期間を約 600 日延長、 症状の進行を抑制する効果が示唆された。
承認申請までの過程は以下
- 2006年 - 臨床第Ⅱ／Ⅲ相試験（761試験）を開始[8]。
- 2015年5月 - 臨床第Ⅱ／Ⅲ相試験（761試験）の結果を基に独立行政法人医薬品医療機器総合機構（PMDA）に新薬承認申請[8]。
- 2016年3月 - PMDAから追加試験が必要との判断され、新薬承認申請を取り下げ[8]。
- 2017年11月 - 医師主導第Ⅲ相試験（763試験）開始[9]。
- 2022年5月 - メチルバラミンの高用量製剤が、「筋萎縮性側索硬化症の病態及び機能障害の進行抑制を予定される効能又は効果」として、厚生労働省より希少疾病用医薬品に指定される[10]。
- 2024年
  - 1月26日 - エーザイがPMDAにメコバラミン（メチルコバラミン）の高用量製剤承認申請[8][11]。
  - 8月26日 - 厚生労働省の薬事審議会・医薬品第一部会が承認を了承[12]。
  - 9月24日 - 厚生労働省が製造販売承認[5]。
  - 11月20日 - 薬価収載[6]。
- 2025年
  - 1月 - 2025年1月末時点の投与患者数は約1700人に達し、ピーク時予測（発売8年度目に1300人）をわずか2カ月で上回った[13]。予測を大きく上回るこの急速な普及は、治療現場におけるニーズの高さを示している。臨床試験で有効性が確認されたのは発症1年以内の患者だが、特に縛りはなく、発症1年超の患者にも使用が広がった[13]。

## 特記事項

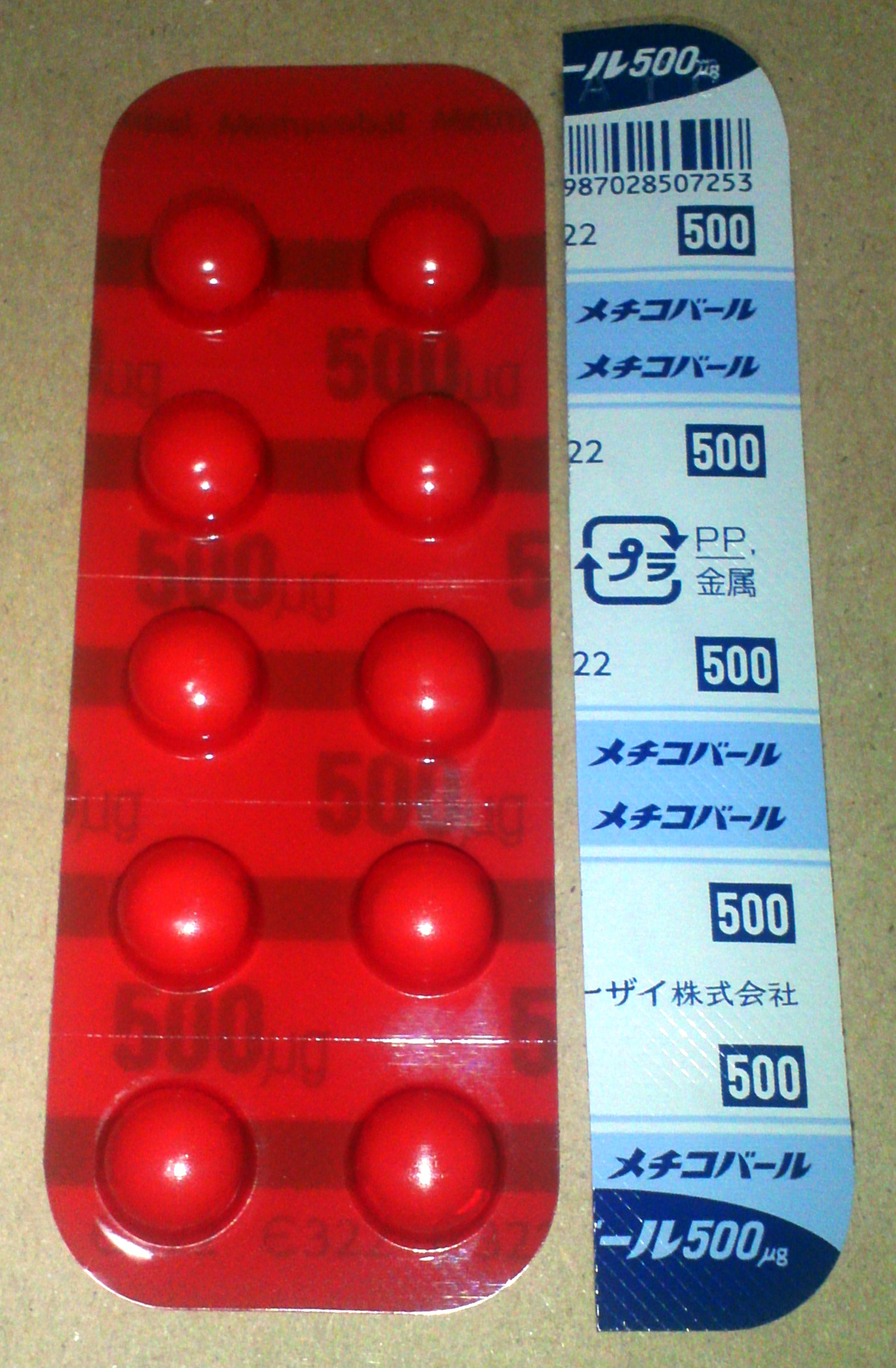
メチルコバラミンの錠剤（メチコバール）

- メチルコバラミンはある種の細菌によって優先的に産生されている。この物質が環境中で重金属と接触した場合には重金属をメチル化することになり、その重金属が水銀である場合には極めて有害なメチル水銀を作り出す場合がある[14] 。メチルコバラミン製剤の「メチコバール」は医薬品の申請の後、申請当時の時代背景もありメチル水銀の安全性の確認に時間がかかり、承認に1年以上を要した。申請から承認に1年以上要するとその医薬品は先発医薬品として承認されないという規定のために「メチコバール」は先発医薬品扱いになっていない[15]。
- メチルコバラミンは就寝起床リズム障害に関連するとして研究されてきており、その作用は量相関関係があるように見えるが低濃度レベルのみ[要検証 – ノート]で発現する[16]。

- メチルコバラミンは体内に吸収されるとシアノコバラミンよりも体内により長く留まるとの報告がある[17]。